# Municipio de Uppvidinge
El municipio de Uppvidinge (en sueco: Uppvidinge kommun) es un municipio en la provincia de Kronoberg, al sur de Suecia. Su sede se encuentra en la ciudad de Åseda. El municipio actual fue creado en 1971 cuando Lenhovda, Nottebäck, Åseda y Älghult se fusionaron. 

## Localidades
Hay 5 áreas urbanas (tätort) en el municipio:
| # | Tätort               | Población |
| - | -------------------- | --------- |
| 1 | Åseda                | 2,430     |
| 2 | Lenhovda             | 1,714     |
| 3 | Norrhult-Klavreström | 1,269     |
| 4 | Alstermo             | 859       |
| 5 | Älghult              | 481       |